# Милена Мразовић
Милена Мразовић (28. децембар 1863. — 20. јануар 1927) била је аустроугарска новинарка, писац и композитор. Заслужна је за представљање Босне и Херцеговине, у којој је живела четрдесет година, јавности чији је матерњи језик немачки. Била је прва новинарка у Босни и Херцеговини и ауторка првих класичних композиција, али је и даље најпознатија по путописима које је написала током својих дугих путовања. Док је јахала кроз удаљена планинска села, Мразовићка је бележила босанску усмену традицију и сакупљала традиционалне ношње, правећи вредну колекцију.

## Детињство и младост
Рођена је 28. децембра 1863. године у Бјеловару, Аустријско царство. Припадала је породици средње класе. Школовала се у Будимпешти. Преселила се са својом породицом, 1878. године, у Бања Луку, где је њен отац проглашен административним службеником, неколико недеља након тога Босна и Херцеговина је окупирана од стране Аустроугарске. Следеће године су се преселили у Сарајево.

## Музика
Као пијаниста и композитор, учествовала је на првом концерту класичне музике у Босни и Херцеговини, који је у Бањалуци одржан у мају 1881. у част рођендана престолонаследнице Стефани од Белгије. Између 1879. и 1882. године Мразовићка је компоновала марш Виртемберг у част војводе Вилхелма од Виртемберга, тадашњег гувернера Босне и Херцеговине.

## Новинарство
Од 1884. до 1885. године учила је француски језик у манастирској школи у Сарајеву. Истовремено, вежбала је писање. Њен први чланак објављен је у  . Године 1884. почела је писати новине Босанска штампа на немачком језику. Еуген вон Топфер, који је из Беча дошао у Сарајево 1881. године, купио је новине 1886. Убрзо након што су се верили, смртно се разболео. Прогласио ју је његовим јединим наследником, а умро је 1889. године. Убрзо након тога, у септембру 1889, влада Босне и Херцеговине дала јој је дозволу да настави издавање Босанске штампе, као наследница њеног вереника. Постала је, не само прва главна уредница и издавачица у Босни и Херцеговини, већ и прва професионална новинарка у провинцији.
Осим што је била власник новина, постала је и извештач Телеграфа, уредник радио вести и сарадник скоро свих новина на немачком језику. Чланци су јој објављивани под псеудонимом Милан. Међународни медији похвалили су њен успех 1894. године, када су њене новине прославиле десетогодишњицу, наглашавајући да жене у Босни и Херцеговини нису учествовале у јавном животу. Године 1893—94. саградила је стамбени блок са канцеларијама за новине и штампарију. Њена прва књига, збирка романа под називом Селам, инспирисана муслиманима у Босни и Херцеговини, објављена је 1893. године. Књига је врло добро прихваћена од стране критичара, а Мразовић је почела да штампа песме Грге Мартића у својој радњи.
Њене новине биле су важна државна концесија, али она се у својим чланцима одбила приклонити вољи владе. Сарајевски комесар описао ју је као ,,неподношљиву жену која сплеткари, која је под утицајем грозних заблуда и обично је у више или мање хистеричном стању, у вези са вишеструким, понекад пресудним државним питањима".
Живела у стану изнад своје штампарије до 1896. године, када је продала Босанску штампу, као и штампарију, и удала се за сарајевског лекара. Наставила је да пише књиге и чланке за европске новине, покривајући важне догађаје попут анексионе кризе, убиства Франца Фердинанда и суђења Гаврила Принципа.

## Етнографија
Занимала ју је етнографија. Била је једна од оснивача земаљског музеја Босне и Херцеговине 1888. године и редовни посетилац. Године 1889. постала је прва жена која је примљена у антрополошко друштво у Бечу. Фебруара 1896. године, на позив етнографског друштва, одржала је прво предавање о Босни и Херцеговини у Бечу.
Као путописац, представила је Босну и Херцеговину свету чији је немачки матерњи језик. У пратњи сликара Августа Боцка, на коњу је путовала широм Босне и Херцеговине. Стизала је до врло удаљених места, снимала народне приче, загонетке, обичаје и рецепте. На тим путовањима је сакупљала и класификовала традиционалне ношње. Две њене путописне књиге објављене су у Инзбруку:   1900. године, а потом 1905. збирка народних прича под називом  . Највећи успех постигла је другом књигом, објављујући је у Бечу 1908.

## Смрт и наслеђе
Током Првог светског рата, у пратњи супруга одлази у Србију, Црну Гору, Албанију и Италију, помажући му као медицинска сестра. Аустроугарска је поражена и тако је Босна и Херцеговина постала део Краљевине Југославије. Милена и њен супруг депортовани су у прву аустријску републику, коју је сматрала ,,страном земљом". Већ је била тешко болесна кад је одржала своје последње предавање о Босни и Херцеговини, у Бечу, у мају 1926. године. Умрла је 20. јануара 1927.
Након Другог светског рата, један од њених два сина донео је етнографску збирку своје мајке Народ Босне и Херцеговине и поклонио земаљском музеју у Сарајеву, онако како је то она желела. Иако је описана као ,,славни бошњачки писац", Мразовићева и њена дела, готово сва писана на немачком језику, у Босни и Херцеговини остају мало позната.